# Habenaria seticauda
Habenaria seticauda är en orkidéart som beskrevs av John Lindley och George Bentham. Habenaria seticauda ingår i släktet Habenaria och familjen orkidéer. Inga underarter finns listade i Catalogue of Life.